# Carlos Gutierrez
 (mars 2019).
Si vous disposez d'ouvrages ou d'articles de référence ou si vous connaissez des sites web de qualité traitant du thème abordé ici, merci de compléter l'article en donnant les références utiles à sa vérifiabilité et en les liant à la section « Notes et références ».
Pour les articles homonymes, voir Gutiérrez.
Carlos M. Gutierrez, né le 4 novembre 1953 à La Havane (Cuba), est un homme politique américain. Membre du Parti républicain, il est secrétaire au Commerce entre 2005 et 2009 dans l'administration du président George W. Bush.

## Biographie
Il est le fils d'un propriétaire de plantations.
Expropriée en 1960 par le régime de Fidel Castro, la famille Gutiérrez émigre aux États-Unis alors que Carlos n'a que six ans (pour cette raison, n'étant pas né citoyen américain, il est exclu de la ligne de succession présidentielle ouverte par sa fonction de secrétaire au Commerce).
La famille s'installe à Miami mais c'est au Mexique qu'il fait ses études d'administration publique, au sein de l'Institut technologique de Monterey à Santiago de Querétaro.
En 1975, il entre chez Kellogg's en tant que vendeur. Il grimpe rapidement dans l'organigramme hiérarchique de l'entreprise et en janvier 1990, il devient le vice-président chargé du développement de la production au siège social situé à Battle Creek (Michigan).
En juillet 1990, il devient vice-président exécutif de Kellogg USA. En avril 1999, il devient président de Kellogg.
Le 29 novembre 2004, le président George W. Bush le choisit pour être son nouveau secrétaire au Commerce. Il démissionne de la présidence de Kellog, fut confirmé par le Sénat des États-Unis le 24 janvier 2005 et entra en fonction le jour de sa prestation de serment le 7 février 2005.
En juillet 2006, un rapport de la commission d'aide à la libération de Cuba, coprésidée par Carlos Gutierrez, appelle à tout mettre en œuvre « pour que la stratégie de succession du régime de Castro ne soit pas couronnée de succès ».

## Vie privée
Marié, il a deux filles et un fils.